# Idaea geministrigata
Idaea geministrigata är en fjärilsart som beskrevs av Fuchs 1901. Idaea geministrigata ingår i släktet Idaea och familjen mätare. Inga underarter finns listade i Catalogue of Life.